# 列寧大道站 (莫斯科地鐵)
列寧大道站（羅馬化：Leninsky prospekt）是莫斯科地鐵卡盧加－里加線的一個車站。列寧大道站修建於1962年，站名取自於車站所在地列寧大道，平均每日客流量為61,600人。